# Neggio
Neggio is een gemeente en plaats in het Zwitserse kanton Ticino, en maakt deel uit van het district Lugano.
Neggio telt 347 inwoners.